# 臺南市立後港國民中學
臺南市立後港國民中學，位於臺灣臺南市七股區大潭里頂潭93號。

## 學校沿革
1968年成立，名為「臺南縣立後港國民中學」。2010年12月25日，臺南市和臺南縣合併升格為直轄市，更名為「臺南市立後港國民中學」。
2021年8月1日因為少子化導致學生過少而正式停止招生，原在校學生轉至臺南市立佳里國民中學(下稱佳里國中)，學區的國小生劃入佳里國中與昭明國中共用學區，校舍併入佳里國中成為佳里國中後港校區，2022年年6月改為區域職業試探與體驗示範中心。

## 歷屆校長及任期
| 屆數 | 姓名   | 到職日期      | 離職日期                      |
| ---- | ------ | ------------- | ----------------------------- |
| 首任 | 李戎   | 1968年8月1日  | 1972年9月25日                 |
| 2    | 余惠生 | 1972年9月25日 | 1973年8月31日                 |
| 3    | 蘇惟智 | 1973年8月31日 | 1976年3月12日                 |
| 4    | 張新松 | 1976年3月12日 | 1981年3月11日                 |
| 5    | 羅義德 | 1981年3月11日 | 1986年3月24日                 |
| 6    | 王武雄 | 1986年3月24日 | 1989年8月31日                 |
| 7    | 陳新春 | 1989年8月31日 | 1992年2月28日                 |
| 8    | 徐明達 | 1992年2月28日 | 1995年9月8日                  |
| 9    | 李正仁 | 1995年9月8日  | 1998年8月1日                  |
| 10   | 許文忠 | 1998年8月1日  | 2001年8月1日                  |
| 11   | 王沐錱 | 2001年8月1日  | 2002年8月1日                  |
| 12   | 陳志誠 | 2002年8月1日  | 2005年8月1日                  |
| 13   | 李世昌 | 2005年8月1日  | 2009年8月1日                  |
| 14   | 陳育生 | 2009年8月1日  | 2017年8月1日 (轉柳營國中校長) |
| 15   | 李月華 | 2017年8月1日  | 2021年8月1日 (轉佳里國中校長) |

## 外部連結
- 臺南市立後港國民中學網站 （页面存档备份，存于）